# Peracense
Peracense es un municipio y localidad española de la provincia de Teruel, en la comunidad autónoma de Aragón. El término municipal, ubicado en la comarca del Jiloca, tiene una población de 74 habitantes (INE 2024).

## Toponimia
El nombre del lugar ha ido evolucionado con el paso del tiempo. En los documentos medievales se le llama indistintamente Piedrasolez, Piedraselz, Perasenz y Perasens. Son variaciones gramaticales sobre un mismo tema etimológico, pues califica y define el paisaje que rodea y circunda a esta antigua localidad, agreste y rocoso como pocos. 

## Geografía
La localidad se encuentra a unos 52 km de Teruel. Tiene un área de 28,66 km² con una población de 78 habitantes (INE 2022) y una densidad de 2,72 hab./km². El código postal es 44369.
Las poblaciones más cercanas son Ródenas, Almohaja, Villar del Salz, Pozondón y Santa Eulalia del Campo. 

## Descripción
La documentación fidedigna gira alrededor de la historia de su imponente castillo. Cuando documentamos el pueblo con su castillo, estamos ya en la Baja Edad Media. 
El elemento más significativo de su casco urbano es la iglesia parroquial dedicada a San Pedro. Es una obra del año 1740 y de grandes magnitudes, destacando su torre de cantería, con una altura cercana a los treinta metros. En su interior guarda dos interesantes retablos del siglo XVI. 
También dentro del casco urbano existe una ermita, de nueva construcción, donde puede contemplarse la imagen de la Virgen de la Villeta, del siglo XIII, procedente de la desaparecida ermita que se ubicaba bajo el castillo. 
Ya fuera del pueblo, se halla la ermita dedicada a San Ginés, en el cerro del mismo nombre, junto a los restos de un torreón de carácter defensivo, que probablemente data del siglo XIV. También en los alrededores, encontramos el peirón de San Jorge, en el camino que conduce a Villafranca del Campo.  En los alrededores de la localidad están las lagunas de los Mojones.
Aunque, si algo caracteriza a Peracense y le da fama, es su magnífico castillo de Peracense. Se trata de un conjunto fortificado, construido en un elevado risco de rodeno, al final de la Sierra Menera, con un destacado papel durante las guerras con Castilla, en la Edad Media. Al pie de la fortaleza se han hallado los restos del asentamiento primitivo, consistente en 14 viviendas y la antigua ermita de la Virgen de la Villeta. 
En los alrededores del castillo, también podemos visitar lugares de interés, como la peña La Gota, de la que mana la fuente del mismo nombre; o el pozo Lagipe, y la característica formación llamada el Dragón. Así como disfrutar de los relieves del rodeno, con las peñas del Tormo, el Granero de Mototo, Los Castillejos y La Aguzadera. 
En las proximidades, de camino a Alba del Campo, se halla la encina milenaria conocida como "la carrasca de los Tocones", de 11 m de altura y unos 500 años de edad. 

## Historia

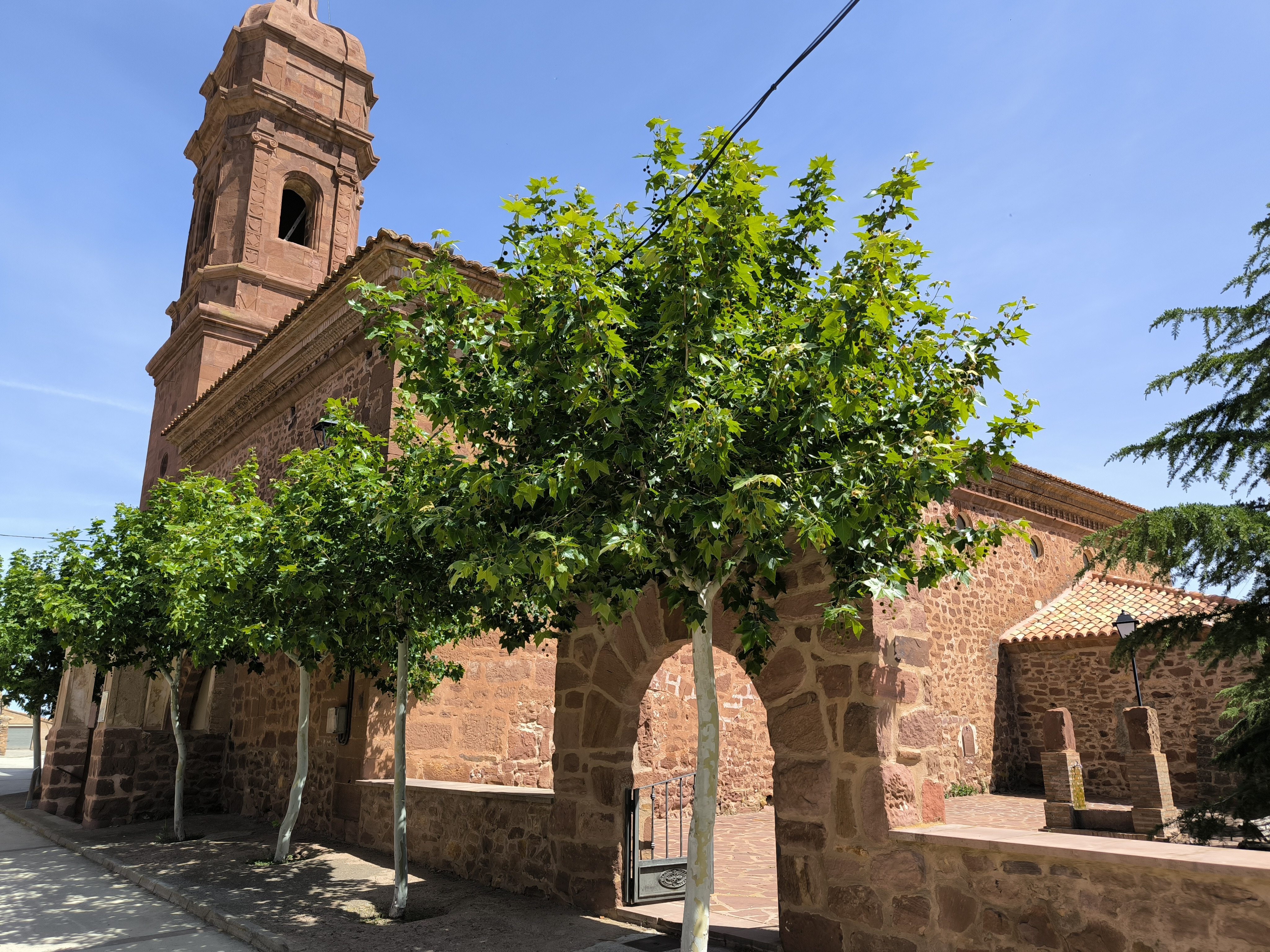
Iglesia de San Pedro

En el año 1248, por privilegio de Jaime I, este lugar se desliga de la dependencia de Daroca, pasando a formar parte de Sesma del Río Jiloca en la Comunidad de Aldeas de Daroca, que dependían directamente del rey, perdurando este régimen administrativo hasta la muerte de Fernando VII en 1833, siendo disuelta ya en 1838.
A mediados del siglo XIX, el lugar tenía contabilizada una población de 200 habitantes. Aparece descrito en el decimosegundo volumen del Diccionario geográfico-estadístico-histórico de España y sus posesiones de Ultramar de Pascual Madoz de la siguiente manera:

PERACENSE: l. con ayunt. en la prov. de Teruel (9 leg.), part. jud. de Albarracin (5), dióc. y aud. terr. de Zaragoza (21) y c. g. de Aragon: sit. en la falda de un cerro en terreno quebrado, secano y de mala calidad: el clima es frio, pero muy sano, y los vientos mas comunes los del N. Se compone de 33 casas que forman 4 calles y una plaza; tiene una igl. parr. dedicada al Apóstol San Pedro; 2 ermitas bajo la advocacion de San Ginés y Ntra. Sra. de la Villeta, y un cementerio que en nada perjudica á la salud pública. Confina el térm. por el N. con el del Villar del Saz; por el E. con Alava; S. Almoaja, y O. Rodenas; hay en él un cast. derruido, que durante la guerra civil estuvo fortificado y guarnecido por un destacamento de francos. El terreno es muy quebrado, de secano y de mala calidad; tiene varios pedazos de monte cubierto de carrascas, enebros y chaparros. Los caminos conducen á los pueblos inmediatos, y se encuentran en regular estado. El correo se recibe de la carteria de Manreal por medio de peaton. prod.: centeno, avena, cebada, miel, cera y pastos para los ganados, que los hay lanar y cabrio. pobl.: 50 vec., 200 alm. riqueza imp.: 35,440 rs. El presupuesto municipal asciende á 2,001 rs., y se cubre con los prod. de los bienes de propios y el resto por reparto vecinal.
(Madoz, 1849, p. 798)

## Demografía
Peracense cuenta con una población de 74 habitantes (INE 2024).
| Gráfica de evolución demográfica de Peracense entre 1842 y 2021                                                     |
| |
| Población de derecho según los censos de población del INE Población de hecho según los censos de población del INE |

## Administración y política
| Período   | Alcalde                  | Partido |  |
| --------- | ------------------------ | ------- |  |
| 1979-1983 | Emiliano Puente Bugeda   | UCD     |  |
| 1983-1987 |                          |         |  |
| 1987-1991 | Ramiro Domínguez Lorente | PP      |  |
| 1991-1995 | Ramiro Domínguez Lorente | PP      |  |
| 1995-1999 | Ramiro Domínguez Lorente | PP      |  |
| 1999-2003 | Ramiro Domínguez Lorente | PP      |  |
| 2003-2007 | Ramiro Domínguez Lorente | PP      |  |
| 2007-2011 | Ramiro Domínguez Lorente | PP      |  |
| 2011-2015 | Manuel Bugeda Doñate     | PAR     |  |

| Partido político    | Partido político                                   | 2003   | 2007   | 2011   | 2015   |
| Partido político    | Partido político                                   | Ediles | Ediles | Ediles | Ediles |
|                     | Partido Aragonés (PAR)                             | —      | 0      | 1      | 2      |
|                     | Partido de los Socialistas de Aragón (PSOE-Aragón) | 1      | 1      | —      | 1      |
|                     | Partido Popular de Aragón (PP)                     | 4      | 4      | 0      | —      |
|                     | Ciudadanos (CS)                                    | —      | —      | —      | —      |
|                     | Chunta Aragonesista (CHA)                          | —      | 0      | —      | —      |
|                     | Izquierda Unida (IU)                               | 0      | —      | —      | —      |
| Total de concejales | Total de concejales                                | 5      | 5      | 1      | 3      |

## Patrimonio

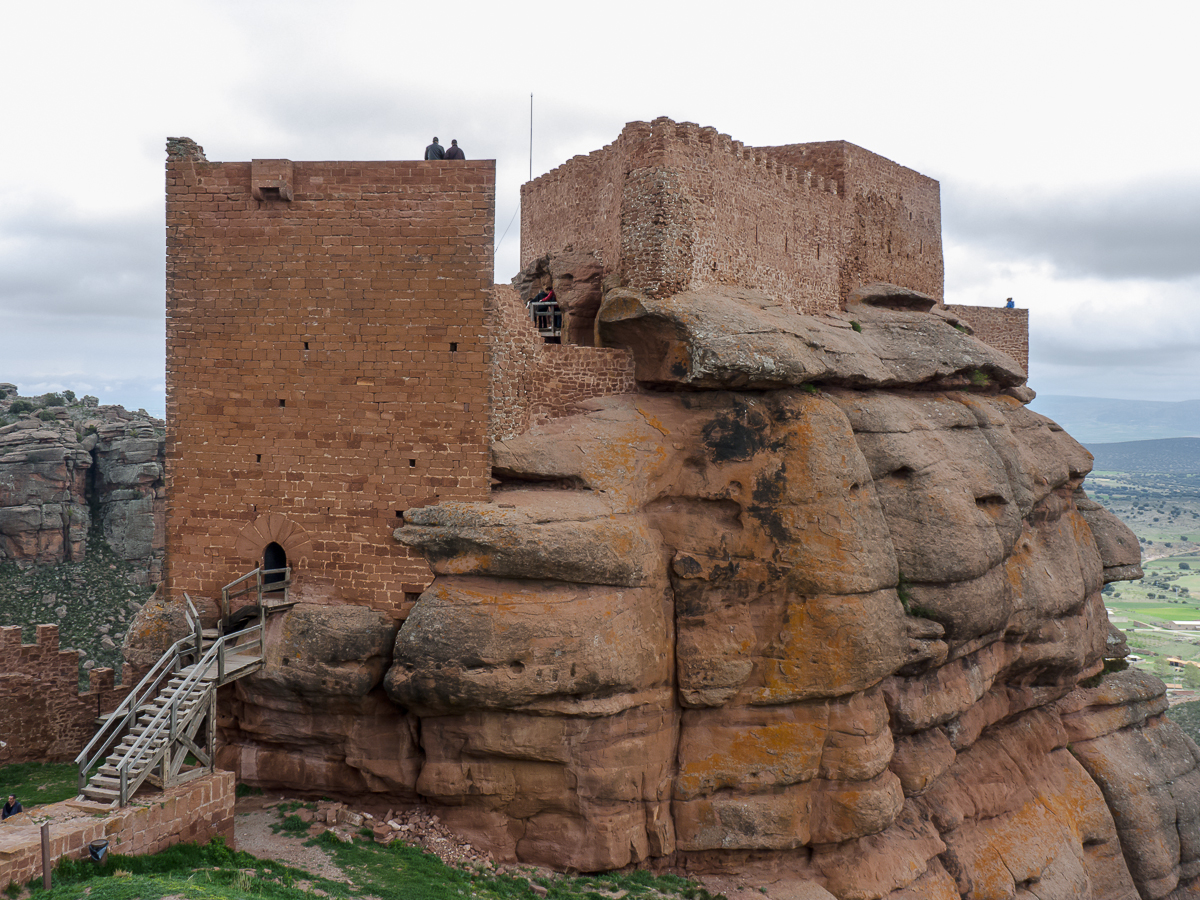
Castillo de Peracense

En el municipio se encuentran el castillo de Peracense, una iglesia bajo la advocación del Apóstol San Pedro y una ermita dedicada a la Virgen de la Villeta.

## Fiestas
- 3 de febrero: San Blas.
- 25 de agosto: San Ginés.
- 26 de agosto: Virgen de la Villeta.